# Neophoca cinerea
El león marino australiano (Neophoca cinerea) es una especie de mamífero pinnípedo de la familia de los otáridos endémica de Australia. Cazado casi hasta la extinción, este mamífero marino está protegido en la actualidad.

## Descripción
Al nacimiento las crías miden entre 60 y 70 cm y pesan entre 6,5 y 8 kg. Los machos adultos pueden crecer hasta 2,5 m y pesan 300 kg. Las hembras hasta 1,8 m y alcanzan un peso de 105 kg. Las hembras alcanzan la madurez a los 3 años de edad, mientras los machos maduran hasta los seis años. Tienen una cabeza grande con un hocico largo, estrecho y afilado. El cráneo posee una cresta sagital de 3 cm. Sus pabellones auriculares, son muy pequeñas y se encuentran muy adosados a la cabeza.

## Distribución y población
El león marino australiano se distribuye al sudeste de Australia desde la isla Canguro al occidente hasta las islas Houtman Albrolhos hacia el oriente. La población para 2008 se estimaba en 13 790 individuos con un número de 3380 nacimientos al año (2674 en el sur de Australia y 706 al occidente de Australia).

## Estado de conservación
En 2008 la especie fue catalogada en la Lista Roja de la IUCN como amenazada (del inglés Endangered (EN)), justificado por el pequeño tamaño de la población y la declinación de algunas colonias; adicionalmente las poblaciones más grandes están bajo amenaza por las capturas accidentales por la pesca comercial.